# Gamèti
| Gamèti Rae Lakes                     |                          |
| Coordenadas: 64°06′44"N, 117°21′13"O |                          |
| Território                           | Territórios do Noroeste  |
|                                      |                          |
| Área                                 |                          |
| - Cidade                             | 9,18 km², 3,54 mi²       |
| Altitude                             | 220 m, 720 ft            |
| Fuso horário                         | UTC -7/-6                |
| População ([[]])                     |                          |
| - Cidade                             | 283                      |
| - Densidade                          | 30,8 hab/km², 80 hab/mi² |

Gamèti (formalmente conhecida como Rae Lakes até Agosto de 2005), oficialmente Governo da Comunidade Tlicho de Gamèti é uma comunidade na Região de North Slave, Territórios do Noroeste, Canadá.
Sua população é de 283 habitantes de acordo com o censo de 2006.